# Египетский голопалый геккон
Египетский голопалый геккон (лат. Cyrtopodion scabrum) — вид ящериц из семейства гекконовых. 

## Описание
Тело серого цвета с тёмными пятнами на спине, которые на хвосте переходят в поперечные полосы.

## Распространение
Афганистан, Египет, Эритрея, Эфиопия, Индия, Иран, Ирак, Израиль, Иордания, Кувейт, Оман, Пакистан, Катар, Саудовская Аравия, Судан, Турция, ОАЭ, США (вид интродуцирован в Техас).